# TX네트워크
TXN(TX Network, TX네트워크)은 TV 도쿄를 중심 방송국(키 스테이션)으로 하는 텔레비전 방송국의 지역 민방 네트워크 가맹국이다.

## 개요

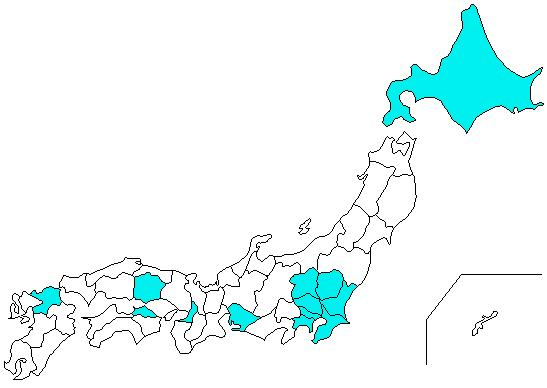
TXN 방송 구역의 도도부현

- TV 도쿄의 콜사인 JOTX-TV에서 명칭을 따왔으며 다른 네트워크와 달리 뉴스 네트워크와 프로그램 공급 네트워크와의 구별이 없다.

- 구약칭인 메가 TON 네트워크[1]는 TV 도쿄의 첫 번째 계열국인 TV 오사카 및 TV 아이치의 개국을 계기로 붙인 약칭이며 1983년 9월 1일부터 1989년 3월 31일까지 사용되었으며 이 명칭을 개칭한 것이 TXN이다.

- 1982년 3월 1일 첫 번째 계열방송국인 TV 오사카가, 다음해인 1983년 9월 1일 2번째 계열방송국인 TV 아이치가 개국하면서 일차적으로 네트워크를 완성시켰으며 1985년 10월 1일 오카야마현과 가가와현(세토우치 광역권)을 커버하는 TV 세토우치가 개국한 후 홋카이도(TV 홋카이도)와후쿠오카현(TVQ 규슈방송)의 개국을 고려하여 1989년 4월 1일부터 현재의 명칭을 사용하였으며 이와 동시에 TV 도쿄의 약칭이 정식으로 TX로 정해졌다.

- 현재 아날로그 TV 방송이 중단되는 2011년 7월 24일 이후 미야기현·시즈오카현·히로시마현에 새 계열 방송국을 개국하는 동시에[2]TV 오사카의 방송 구역을 교토부·효고현까지 확대하려는 계획을 세우고 있다.

## 네트워크 관계로 있는 가맹국

### 네트워크 관계로 있는 계열국
풀 넷 6국으로 구성되어 있다.방송구역은 모두 합쳐 13 도도부현이다.
| 방송 대상 지역 | 방송 대상 지역 | 약칭 리모콘 키 ID | 회사명                      | 비고 |
| -------------- | -------------- | --- | --------------------------- | ---- |
| 홋카이도       | 홋카이도       | TVh 7 | TV 홋카이도(テレビ北海道)   |      |
| 홋카이도       | 홋카이도       | 오비히로·구시로·아바시리 에리어 전역과 그 이외 4에리어 일부 지역에서는 시청 불가.단, 오비히로시, 구시로시 및 아오모리현 아오모리시에서는 케이블 텔레비전에 의한 재발송신으로 수신이 가능하며 아오모리 현 쓰가루 해협 주변 일부 지역에서도 직접 수신이 가능하다. 디지털화나 CS방송 실시를 통한 도내 전역 커버 계획이 있지만 실현 여부는 아직도 불투명하다. 실현되면 TXN 계열국 중에서는 가장 큰 방송구역을 가지게 되며 방송을 송출하지 않는 지역에도 취재 거점으로 분실이 존재한다. |                             |      |
| 간토 광역권    | 간토 광역권    | TX 7 | TV 도쿄(テレビ東京)         |      |
| 간토 광역권    | 간토 광역권    | 중심 방송국(키 스테이션). NHK 2개 방송국과 선발 도쿄 광역 민방 4국과 같은 수의 중계국을 설치하고 있다. 그렇지만 다이토 제도에는 니혼TV와 같이 중계국을 설치하지 않았다. 야마나시현에서는 현 동부 지역에서의 직접 수신이나 케이블 텔레비전을 통한 시청이 가능하며 시즈오카현·나가노현·니가타현·후쿠시마현 일부 지역에서도 시청이 가능하다. |                             |      |
| 아이치현       | 아이치현       | TVA 10 | TV 아이치(テレビ愛知)       |      |
| 아이치현       | 아이치현       | 주쿄 광역권 세대수 중 93%, 나가노 현 난신 지방, 시즈오카 현 서부 지방 그리고 시가현 마이바라시·나가하마시 주변 일부 지역에서도 시청 가능. 2007년, 시즈오카현 진출계획이 등장하였는데 TV 아이치의 방송구역 확대를 통한 진출방법도 고려되고 있다. |                             |      |
| 오사카부       | 오사카부       | TVO 7 | TV 오사카(テレビ大阪)       |      |
| 오사카부       | 오사카부       | 효고현 대부분 지역(일부 지역은 TV 세토우치로 시청 가능.), 교토부·나라현·도쿠시마현 일부 지역에서는 시청이 가능하다. 다만 가가와 현 지역의 경우 같은 계열국인 TV 세토우치가 19번으로 송출해서 시청하기 어렵다. 또한 시가 현 남부·와카야마현 북부·가가와현 사누키시·히가시카가와시 주변의 극히 일부 지역에서 시청이 가능하다. |                             |      |
| 오카야마현     | 가가와현       | TSC 7 | TV 세토우치(テレビせとうち) |      |
| 오카야마현     | 가가와현       | 방송구역 내에서도 일부 지역에서는 시청 불가(디지털화를 통한 전역 커버 계획이 존재한다). 효고 현(주로 하리마 지역)·히로시마현·에히메현·도쿠시마현·고치현·산인 지방에서도 일부 시청 가능. |                             |      |
| 후쿠오카현     | 후쿠오카현     | TVQ 7 | TVQ 규슈 방송(TVQ九州放送)  |      |
| 후쿠오카현     | 후쿠오카현     | 방송구역 내에서도 일부 지역에서는 시청 불가(디지털화를 통한 전역 커버 계획이 존재한다). 사가현의 대다수 지역이나 나가사키현·구마모토현·오이타현·야마구치현·에히메현에서도 일부 시청 가능. |                             |      |

### 네트워크 관계가 있던 방송국
| 방송 대상 지역 | 방송 대상 지역 | 약칭 리모콘 키 ID | 회사명                                 | 비고 |
| -------------- | -------------- | --- | -------------------------------------- | ---- |
| 긴키 광역권    | 긴키 광역권    | MBS 4 | 마이니치방송(毎日放送)                 |      |
| 긴키 광역권    | 긴키 광역권    | 1969년 10월 1일부터 1975년 3월 30일까지 관계를 맺었다(ANN와의 크로스). 도쿄 12채널 전용 프로그램을 제작하는 등 넷 관계를 강하게 유지하고 있었지만 아사히 방송과의 넷 체인지에 따라 넷 관계를 끊는다. 그 후 마이니치방송은 1975년 3월 31일 준중심 방송국 네트워크 체인지에 따라 JNN에 가입하여 JNN 준중심 방송국이 되었으며 자본 관계는 현재도 유지되고 있다.               |                                        |      |
| 교토부         | 교토부         | KBS 5 | 긴키방송(현：KBS교토방송)(KBS京都放送) |      |
| 교토부         | 교토부         | 1975년 3월 31일부터 1982년 2월 28일까지 관계를 맺었다. 마이니치방송이 넷 관계를 끊은 후에는 준중심 방송국 대우를 받았지만 TV 오사카의 개국에 따라 네트워크 관계가 끊겼지만 효고 현의 선 텔레비전(SUN TV)과 달리 수신 구역이 겹치지 않아서인지, 현재도 일부 프로그램을 시간차 네트워크로 연결하고 있다.                                                                     |                                        |      |
| 효고현         | 효고현         | SUN 3 | 선 텔레비전(サンテレビジョン)          |      |
| 효고현         | 효고현         | 1975년 3월 31일부터 1982년 2월 28일까지 관계를 맺었다. 긴키 방송과 같이 마이니치 방송이 도쿄 12채널과 네트워크 관계를 끊은 후에는 준중심 방송국의 대우를 받았지만 TV 오사카의 개국에 따라 넷 관계를 끊었다. 또한 수신 구역이 꽤 겹쳐서인지 현재의 교토 방송과 달리 극히 일부 예외 (TXN 계열국 제작 일본 시리즈 중계 등)를 제외하면 TXN 계열 프로그램을 방송하지 않고 있다. |                                        |      |
| 주쿄 광역권    | 주쿄 광역권    | CTV 4 | 주쿄 TV 방송(中京テレビ放送)           |      |
| 주쿄 광역권    | 주쿄 광역권    | 1969년 10월 1일부터 1983년 8월 31일까지 관계를 맺었다. 뉴스 계열은 ANN, 프로그램은 NNS·NET TV (현재의 TV아사히) 계열과의 트리플 크로스넷 관계를 맺었으며 1973년 4월 1일 네트워크를 통일시킨 이후 NNN·NNS와의 크로스 넷 형태로 방송을 유지시키며 골든 타임 프로그램 방송도 계속했지만 TV아이치 개국에 따라 완전한 NNN·NNS계열국이 된다.                                     |                                        |      |

## TXN 프로그램이 많은 계열외 방송국

### 전국 독립 방송국
- 주부·간사이의 독립 UHF 방송국 4국(기후 방송·비와코 방송·나라 TV 방송·TV 와카야마)은 TXN 계열이라 해도 손색이 없을 정도로 TXN 계열 프로그램을 많이 방송하고 있다.[3]
  - 하지만 이 방송국들은 어디까지나 독립 UHF 방송국이기 때문에 네트워크 세일즈 프로그램을 제외한 나머지 프로그램의 CM은 교체하고 있다.[4].
  - 그리고 다른 UHF방송국과 달리 효고의 선 텔레비전은 1982년 이후 프로야구 등 일부 프로그램을 제외하면 TXN의 프로그램이 방송된 적이 없다.

### 타 네트워크 방송국
- 타 네트워크 방송국 중에서도 TXN계의 프로그램을 프로그램 구입 형태로 방송하고 있는 곳이 많이 존재한다.

도쿄 방송 계열
- 도호쿠 방송(미야기현)
- 오이타 방송(오이타현)
- 구마모토 방송(구마모토현)
  - 여러 프로그램을 넷으로 연결하고 있기 때문에 TV 구마모토 등 양 방송국에서 넷 프로그램으로 방송하는 TXN 계열 프로그램 숫자를 합하면 거의 TXN 계열국 수준에 이른다.
- 미야자키 방송(미야자키현)

후지 TV 계열
- TV 구마모토(구마모토현)
  - 일요일 낮시간대나 심야 시간대에 TXN 프로그램을 많이 방송하기 때문에 FNS 심야 프로그램을 거의 방송하지 않으며 그 때문에 시청자들에게 많은 불평을 듣고 있다.
- 니가타 종합 TV(니가타현)
- 후쿠시마 TV(후쿠시마현)

니혼TV 계열
- TV 이와테(이와테현)
- TV 신슈(나가노현)
- TV 니가타 방송망(니가타현)

## TXN의 취재망

### 보도 체제
계열 방송국이 적기 때문에 각 계열 국의 담당 지역의 다른 큰 사건이나 큰 재해는 기본적으로 취재 능력이 좋은 TV 도쿄가 전국을 취재하고 있다. 따라서 방송국의 중계차는 BS 재팬의 영상을 받고 릴레이할 수 있도록 BS 안테나가 설치되어 있다. 또한 타국의 중계차는 지상파 안테나를 설치하는 경우가 많다. 도쿄 이외에도 TV 오사카 등 취재보조(계열국 응원)로 담당 영역 밖의 취재를 할 수 있다. 한편, 교도 통신사의 영상 전달을 받고 방송에 사용하는 경우와 일부 지역에서 협력 관계에 있는 니혼케이자이 신문사의 기자와 통신원이 뉴스 속보를 취재하는 경우도 있다.
- 동일본 대지진의 센다이 시내 등에서 지진 발생시 영상은 교도 통신사에서 영상 전송을 많이 했다.
- 실제로, TVh가 개국되지 않았던 1985년, 미츠비시 남대 유바리 탄광 가스 폭발 사고를 "내일 닛케이 조간"에서 닛케이 기자가 찍은 것으로 보이는 흑백 사진을 차례로 화면에 표시하고 있었다.

기후현·미에현·시가현·나라현·와카야마현의 경우 독립 방송국이 취재를 하여 TXN에 자료를 제공하고 있다. 그 외에 자위대 및 국토 교통성, 해상 보안청 등 국가와 지방 공공단체가 촬영, 언론에 전달하고 있는 그림을 사용할 수도 있다. 뉴스용 영상 자료 전송은 각지의 NTT 커뮤니케이션즈 지역 네트워크 센터에 있는 설비에서 TXN가 확보하고있는 NTT 중계 회선으로 전송할 수 있다.

### 각 계열국의 취재 지역
- TV 도쿄… 아래 서술지역 이외
- TVh…홋카이도
- TVA…주쿄 광역권(기후 방송·미에 TV 방송과 분담)
- TVO…간사이(선 텔레비전을 제외한 다른 독립 UHF 방송국과 분담)
- TSC…산인·야마구치 현 이외의 시코쿠 지역(오카야마·가가와 현이 방송구역이기 때문)
- TVQ…후쿠오카현, 사가현, 야마구치현, 오이타현, 나가사키현, 구마모토현

### 해외 지국
모두 TV도쿄가 개설·운영하고 있으며 니혼케이자이 신문과 취재망 제휴를 취하고 있다.
| - 뉴욕 - 워싱턴 D.C. - 런던 - 모스크바 | - 홍콩 - 서울 - 북경 - 상하이 |

## 가맹국과소에 따른 과제

### 네트워크 방송국 설립과 프로그램 판매
- 일본 전체에 방송되지 못하며 특히 정령지정도시가 있는 미야기현, 니가타현, 시즈오카현, 교토부, 효고현, 히로시마현에는 TV 도쿄 계열국이 아직도 없으며 위의 6부현에 속하는 정령 지정 도시 중 시즈오카시 해안지역이나 현 경계 지역에서는 TV도쿄의 직접 수신 혹은 구역외 재발송신을, 교토시 서부·남부와 고베시 동부에서는 "TV오사카"를 직접 수신 혹은 구역외 재발송신 할 수 있는 곳이 있지만, 그 이외의 지역에서는 TXN 계열국을 수신하기 어렵다.[7]
  - 이로 인해 계열국이 없는 지역에서 TV도쿄 계열 프로그램은 프로그램 판매에 의해 각지의 타계열 방송국에서 시간을 늦추어 방송되거나 BS JAPAN을 통해 방송하고 있다.[8]

### 5부현 진출 계획
- 그러나 2007년 5월 31일 열린 정례회의에서 아날로그 방송이 종료되는 2011년 7월 24일을 기점으로 시즈오카현에 계열 방송국 개국 혹은 TV 아이치의 시즈오카 현 확대방송을 목표로 한다고 발표하였으며 미야기현과 히로시마현에도 신 계열국 개국을 시작할 예정이라고 발표했으며 오사카부 방송면허를 가진 TV 오사카를 교토부와 효고현까지 방송구역을 확대시키는 계획을 진행하고 있다는 사실도 밝혀졌다.
  - 이 계획이 실현되면 니가타현이외의 정령지정도시를 포함한 도부현 전체에 계열국을 가지게 되나 TV도쿄 측은 이 계획이 정식 사업 계획이 아님을 분명히 하고 있다.

## 각 지구의 TXN계열국 전달상황
- 구역외 재발송신을 전면 금지하면 그동안 감소하던 프로그램 판매 수익이 증가하므로 TXN 계열국의 경우 이득이 크나 프로야구 등 생방송 프로그램의 경우 다른계열 방송국은 실시간으로 볼 수 없기 때문에 TXN 계열국을 비판하는 목소리도 꽤 크다.
- TXN 계열 6국의 방송 대상 지역은 13 도도부현이지만 대상 지역 이외에도 UHF용 안테나[9]등을 통에서 직접 수신하는 등, TXN 계열의 방송국을 시청 하고 있는 세대가 적지 않다.

### 긴키권·주쿄권
- TV 오사카와 TV 아이치 모두 광역 방송구역에 위치하고 있지만 주변 부현의 독립 UHF 방송국이나 선발 광역 방송국과의 형평성 등을 이유로 오사카부와 아이치현 만을 방송 구역으로 배정받았다.[10]
  - 그 때문에 지역에 따라서는 직접 수신을 할 수 없는 지역도 있으며 특히 TXN 계열국을 직접 수신 할 수 있는 세대가 많은 미에현·교토부·효고현 일부 지역에서는 각각의 지역의 독립 UHF 방송국이 TXN 프로그램 방송을 많이 하지 않아 BS JAPAN을 수신하지 않는 한 완전히 또는 거의 볼 수 없는 지역도 있다.
  - TV 오사카의 경우에는 TV 와카야마의 동의를 얻지 못한 와카야마현을 제외하면 다른 긴키광역권 지역에 케이블 재전송을 실시하고 있으나 지상 디지털 텔레비전 방송의 경우 일본 민간 방송 연맹이 구역외 재발송신 금지 방침이나 현지 민영방송국의 강한 압력 때문에 구역외 재발송신을 하는 것이 어렵다.[11]
  - 이와 달리 TV 아이치는 미에현이나 기후현의 난시청 지역에서 지상 디지털 방송 구역외 재발송신에 대한 동의를 얻고 있다.

### TV 홋카이도
- TV 홋카이도는 개국 후 10년을 목표로 전지역 방송을 목표로 하고 있었지만 2010년 기준 비용 문제로 지금도 실현하지 못하였다.
  - 이로 인해 홋카이도에서 시청범위가 가장 작게 되었으며 케이블 텔레비전을 통한 재전송이 불가능한 지역에서는 지상 디지털 방송 송신소·중계국이 개국할 때까지 BS JAPAN을 수신하지 않는 한 볼 수가 없다.[12]
  - 향후 기존의 아날로그 방송 구역의 경우 지상 디지털 방송용 중계국을 정비할 예정이지만, 원래 아날로그 방송 방송을 하지 않는 곳은 회선 사용료 등 비용을 조절해가며 설치를 고려할 것이라 한다. 한편 2011년 11월 이후로는 도토 지역을 중심으로 조성되던 시청 불가 지역도 디지털 중계국이 개통되면서 시청 불가 가구 수가 48만 가구에서 15만 가구로 줄어들게 되었다.

### TCS·TVQ
- TV 세토우치와 TVQ 규슈 방송도 다른 방송국에 비해 중계국 수가 적기 때문에 아날로그 방송만을 실시한 상황에서는 방송 대상 지역 내에서도 난시청 지역이 많았지만 두 방송국은 디지털 방송을 실시하면서 양국 모두 중계국을 차례차례 설치하여 다른 방송국과 똑같이 시청할 수 있도록 계획하였으며 이후 2010년을 기해 방송 대상 지역 내에서의 난시청 지역은 소멸한 상태이다.
  - 그러나 TV 세토우치에서도 지상 디지털 신국의 개국 예정이 정해져 있는 지역도 있는 반면에 TV홋카이도의 경우처럼 검토중·비해당 지역도 남겨두기 위해, 모두 포함할지는 현재로선 불투명하다. 그럼에도 홋카이도에 비해 세토우치 지역은 시청 불가 지역이 상대적으로 많지 않고 대부분의 지역에서 지역 케이블 TV를 통해 시청이 가능하다.